# Femme Fatale (Britney Spears)

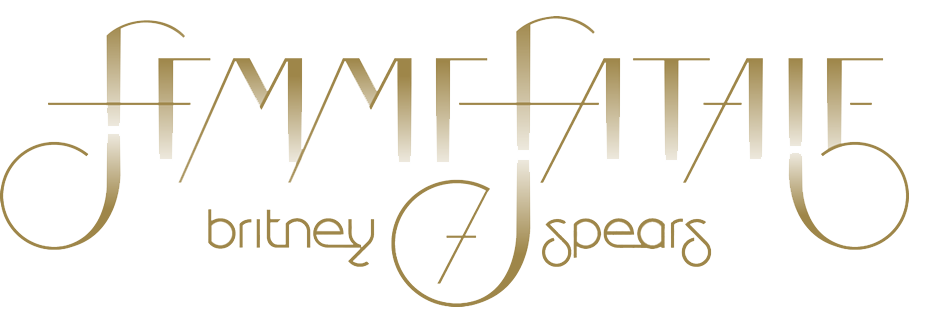
Logo della Versione Deluxe

Femme Fatale è il settimo album della cantante statunitense Britney Spears, pubblicato il 25 marzo 2011 dall'etichetta discografica Jive Records. Registrato tra il 2009 e il 2011, l'album vede come produttori i collaboratori di vecchia data della Spears Max Martin e Dr. Luke, che ne sono anche i produttori esecutivi. I lavori su un nuovo album di Britney sono stati confermati nel 2009, subito dopo il suo tour mondiale The Circus Starring Britney Spears. La Spears ha affermato di avere intenzione di cambiare il suo stile e di fare qualcosa di diverso rispetto agli album precedenti, includendo più musica dance e dubstep. Fra gli altri produttori di Femme Fatale ci sono will.i.am, Fraser T. Smith, Rodney Jerkins e Stargate.
Dopo la sua pubblicazione Femme Fatale ha ricevuto critiche perlopiù positive, che hanno elogiato la produzione dell'album e la musica all'avanguardia della Spears. Altri hanno tuttavia criticato il poco coinvolgimento della cantante nell'album, che ha contribuito a scrivere solo una delle sue 17 canzoni, e la sua voce eccessivamente effettata. Femme Fatale è entrato alla vetta della classifica statunitense vendendo 276.000 copie nella sua prima settimana e diventando il sesto album numero uno di Britney, eguagliando Mariah Carey e Beyoncé.
Il singolo di lancio, Hold It Against Me, è stato pubblicato a gennaio 2011 e ha raggiunto la vetta delle classifiche in sei Paesi, tra cui gli Stati Uniti, diventando il quarto singolo numero uno della Spears. Il secondo singolo, Till the World Ends, uscito tre settimane prima di Femme Fatale, pur non avendo raggiunto le posizioni di Hold It Against Me, ha avuto più longevità sulle classifiche, anche grazie al remix che ha visto la partecipazione di Kesha e di Nicki Minaj. Till the World Ends è inoltre il maggior successo radiofonico di tutta la carriera della Spears negli Stati Uniti. Ad agosto 2011 Femme Fatale è diventato il primo album di Britney a piazzare tre singoli nella top ten della Billboard Hot 100, avendo I Wanna Go raggiunto il settimo posto. Il quarto singolo, Criminal, accompagnato da un video controverso, è stato un successo minore, entrando nelle prime venti posizioni delle classifiche di cinque Paesi. L'album è stato inoltre promosso da varie apparizioni in programmi televisivi e dal Femme Fatale Tour.

## Antefatti
Nel giugno 2010, durante un'intervista con Rap-Up, il produttore musicale Danja ha accennato che stava lavorando alla produzione del nuovo album di Britney Spears. Anche Darkchild, che stava contribuendo alla realizzazione dell'album, ha affermato su Ustream nell'agosto 2010 che "i fan di Britney saranno proprio felici tra qualche settimana", sottintendendo che la cantante stava per pubblicare nuova musica. Comunque, questa affermazione è stata smentita subito dal manager di Britney, Adam Leber, che ha detto: "Per ora niente nuova musica... Spero che certa gente non v'illuda con delle balle. Per niente forte! Post scriptum: coloro che stanno lavorando sul nuovo album di Britney non diranno niente..." Leber ha successivamente confermato durante un'intervista con Entertainment Weekly che l'album avrebbe avuto un sound "evoluto" e che sarebbe stato "un allontanamento da ciò che avete sentito finora." A novembre 2010, Dr. Luke ha annunciato che sarebbe stato il produttore esecutivo di Femme Fatale assieme a Max Martin. In seguito alla pubblicazione della copertina e del titolo, avvenuta il 2 febbraio 2011, Britney ha detto al riguardo di Femme Fatale: "Negli ultimi due anni ho messo il cuore e l'anima in quest'album. Ci ho messo tutto ciò che ho. Quest'album è per voi, fan, che mi avete sempre supportata e mi avete sempre affiancata! Vi adoro! Sexy e forte. Pericolosa e misteriosa. Forte e sicura! Femme Fatale."

## Produzione
Il 12 luglio 2009 Britney Spears ha confermato sul suo account su Twitter che stava lavorando su un nuovo album, affermando che stava registrando in studio con il produttore svedese Max Martin. Britney, durante un'intervista alla rivista V, ha rivelato alcuni dettagli sul processo di registrazione del nuovo album, dicendo che ci stava ormai lavorando da due anni. Ha inoltre asserito che la sua idea iniziale era quella di un disco "dal suono intenso, per le discoteche o per quando stai per uscire di sera e vuoi qualcosa che ti prepari a scatenarti, ma anche qualcosa che sia totalmente diverso da ciò che c'è in commercio in questo periodo". Britney ha tra l'altro voluto fare in modo che Femme Fatale fosse totalmente diverso dall'album precedente, Circus (2008), e che fosse "collegato dalla prima all'ultima traccia". Max Martin e Dr. Luke, gli autori di Hold It Against Me, hanno inizialmente scritto il pezzo per Katy Perry, ma infine non gliel'hanno inviata perché "non era affatto nello stile di Katy Perry". Hanno continuato a lavorare sul brano con il produttore Billboard; su questo Dr. Luke ha affermato: "Prima di dare la canzone a Britney, volevo essere sicuro che non assomigliasse a nessun'altra canzone scritta da me in precedenza". Il produttore Darkchild ha affermato che, mentre lavoravano insieme sull'album, la Spears era molto "ispirata" e "aveva moltissime idee" da proporgli. Ha poi confermato che aveva prodotto due canzoni per l'album, una delle quali con Travis Barker. Darkchild ha detto che la canzone prodotta con Barker "ha quel sound rock che è per me totalmente nuovo, fuori dal normale, e penso che sia una novità anche per lei".
L'8 febbraio 2010 Britney ha twittato che era in studio con will.i.am. Egli ha descritto la collaborazione come "una bomba: è sfrontata, carina, tesa, innovativa. E lei la canta con tranquillità. È una di quelle canzoni di cui oggi c'è bisogno." Britney ha spiegato di essere una grande ammiratrice dei Black Eyed Peas e di voler collaborare nuovamente con will.i.am in futuro. Ha inoltre spiegato che ha conosciuto la rapper Sabi attraverso degli amici e che ha sempre voluto avere un artista emergente in un suo album; da qui viene la loro collaborazione nella traccia (Drop Dead) Beautiful. Il 2 febbraio 2011 Dr. Luke ha parlato alla rivista Rolling Stone del concetto dell'album e ha affermato che la lista tracce era stata scelta. Ha aggiunto: "Ora siamo nel mezzo del suo completamento. Stiamo lavorando con molti produttori e stiamo supervisionando la produzione con i suoi A&R e i rappresentanti della sua etichetta e stiamo cercando di creare qualcosa che piaccia a tutti." Inoltre, il produttore William Orbit ha confermato che ha scritto una canzone per Femme Fatale con Klas Åhlund, ma che non è stata inclusa nella lista tracce finale. Heather Bright, una delle compositrici, ha rivelato che Trouble for Me, coscritta da lei, è stata una delle prime canzoni che Britney abbia registrato per Femme Fatale.

## Descrizione

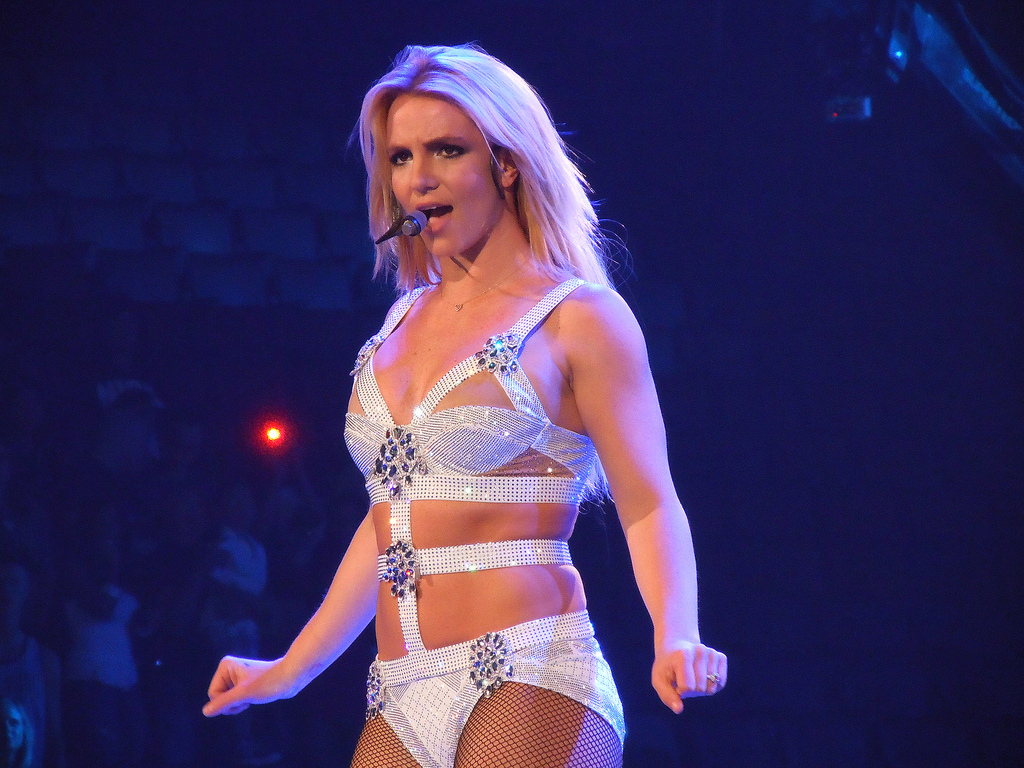
Britney Spears a Toronto durante una tappa del suo tour.

Il 10 febbraio 2011, Britney Spears ha descritto Femme Fatale su Twitter come "un album lunatico, di pop nervoso, con molta energia" con "pochi brani mid-tempo che possono essere considerati delle ballate". In un'intervista con V ha inoltre aggiunto: "Volevo fare un intenso album dance nel quale ogni canzone ti farebbe venir voglia di alzarti e scatenarti in un modo diverso. È ciò che voglio dalla musica che ascolto. Questo disco è per i club, o comunque adatto da mettere su prima di uscire una sera. È definitivamente il mio album dal sound più permaloso e maturo. ... Ci sono alcune canzoni su quest'album che non assomigliano a nient'altro pubblicato precedentemente e che sono completamente rivoluzionarie, ma credo anche che quest'album esprima dove sono arrivata oggi come donna ed è come un'evoluzione di me stessa. ... Penso che Femme Fatale dica tutto da sé. ... Penso sia il miglior album che abbia mai fatto. Non c'è niente da dire. Lascerò che la musica parli per me." Gli autori dei brani hanno utilizzato soprattutto elementi elettropop e dance pop per la composizione di Femme Fatale. Il giornalista musicale Jody Rosen ha detto dell'album: "Concettualmente è schietto: un album da party che include sesso e tristezza."
L'album si apre con Till the World Ends, una traccia dance pop caratterizzata dal tipico tema delle hit dance degli ultimi anni: ballare fino allo sfinimento. È stata estratta come secondo singolo dall'album il 4 marzo 2011 e ha raggiunto la terza posizione della classifica statunitense, diventando la decima canzone ad entrare in top ten di Britney Spears. Segue Hold It Against Me, il primo singolo a essere stato estratto dall'album, pubblicato a gennaio, ed entrato direttamente alla prima posizione negli Stati Uniti con 411.000 copie vendute in una sola settimana e divenendo così il quarto numero uno della cantante. Keith Caulfield di Billboard ha affermato sulla canzone: "I versi sono ritmicamente meccanici, mentre il suo giocoso ritornello è sognante e cantato a strati, mostrandoci entrambi i lati di Britney Spears come una sirena sulla pista da ballo. Da una parte, dice dammi ciò che voglio, mentre dall'altra è una delicata ballerina sulla pista che sbatte le ciglia al suo bersaglio." Inside Out incomincia come una tranquilla traccia, con la Spears che canta "sto seduta davanti allo specchio, facendomi bella". La musica e la tonalità di voce cambiano totalmente quando il presumibile quasi ex fidanzato della cantante bussa alla porta: "E andiamo! Non mi darai niente da ricordare? Baby taci e mettimi a rovescio." Il testo della canzone richiama due dei suoi vecchi successi: ...Baby One More Time e (You Drive Me) Crazy. I Wanna Go è per molti versi collegata a Till the World Ends: sono entrambe canzoni ballabili, orecchiabili, con un testo che parla di divertirsi e lasciarsi andare. La canzone è entrata alla posizione numero 73 della classifica statunitense e alla 60 di quella canadese la settimana dopo la pubblicazione dell'album grazie alle sole vendite digitali. Il 13 maggio 2011 è stato infine confermato che I Wanna Go sarebbe stato il terzo singolo estratto da Femme Fatale e che sarebbe stato pubblicato il prossimo 14 giugno. Il singolo ha raggiunto la settima posizione della Billboard Hot 100.

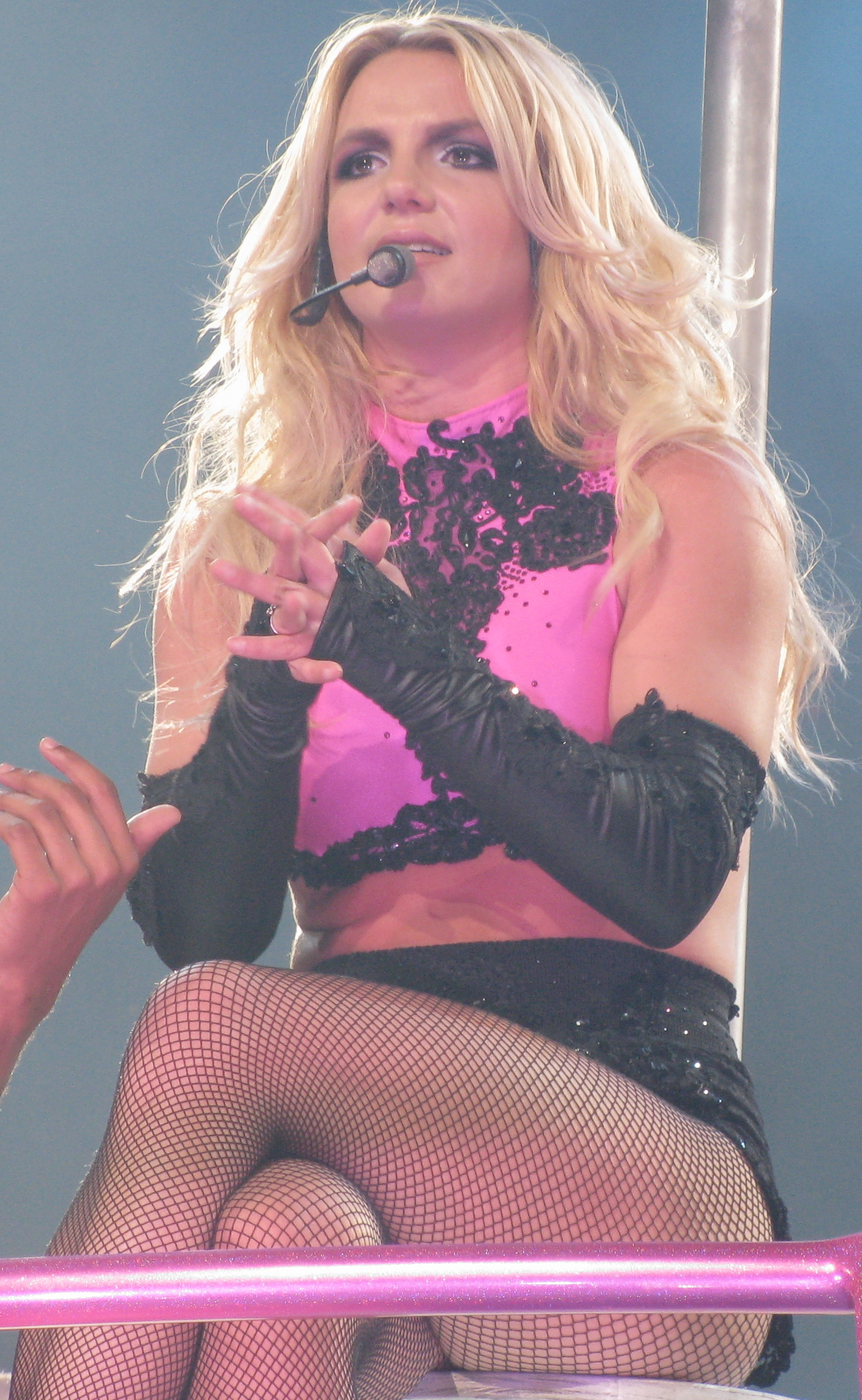
La Spears, mentre canta Lace and Leather.

How I Roll, la quinta traccia, è diversa dalle prime quattro canzoni di Femme Fatale, presentando un beat più estivo e leggero. (Drop Dead) Beautiful è essenzialmente un brano a sfondo sessuale nel quale appare una rapper, Sabi, che canta la terza strofa. La cantante, fino ad allora sconosciuta, è, oltre a will.i.am, l'unica guest star presente sull'album. Seal It with a Kiss, che descrive probabilmente un incontro segreto, presenta molte somiglianze con Inside Out. Potrebbe essere facilmente intesa come una sua continuazione, un preludio a ciò che succede alla fine della terza traccia dell'album. L'ottava traccia di Femme Fatale è Big Fat Bass, scritta e prodotta da will.i.am, che appare anche come cantante in essa. La canzone ha una durata di quattro minuti e 45 secondi ed è la più lunga dell'album. Come The Time (Dirty Bit) dei Black Eyed Peas (gruppo di will.i.am), Big Fat Bass è composta da un miscuglio di interessanti e differenti parti e sound invece che una canzone completa.
La traccia numero nove, Trouble for Me, è un brano energetico che racconta di un uomo che è un problema non solo in una relazione, ma anche durante lo svolgimento di una festa, dal quale perciò la Spears deve stare alla larga. Il testo della canzone richiama quello di Inside Out. Trip to Your Heart, con un testo come "apro le mie ali nel buio, volerò via in un viaggio verso il tuo cuore", è stata giudicata con opinioni anche opposte dalla critica: mentre alcuni ammirano la sua dolcezza, altri ritengono che sia fuori luogo in un album come Femme Fatale. Il testo dell'undicesima traccia, Gasoline, è pertinente al titolo. Vi sono infatti molte citazioni riferite appunto alla benzina: "mi stai dando fuoco", "il tuo tocco mi sta bruciando", "bruci tutto", eccetera. Keith Caulfield di Billboard ha affermato sulla canzone: "Lasciando perdere la stupidità del testo, sotto tutto c'è un banale sound pop. Quindi, Gasoline è stata inserita alla fine di Femme Fatale per un motivo." Criminal è l'ultima canzone dell'edizione standard dell'album. Con un testo che sembra quasi cantato da un'adolescente ("mamma sono innamorata di un criminale, e questo tipo d'amore non è razionale, è fisico") possiamo considerarla l'unica vera ballata di Femme Fatale. Criminal è stato estratto come singolo il 30 settembre 2011.
L'edizione deluxe di Femme Fatale contiene quattro tracce aggiuntive. Up n' Down è un altro brano dance, nel cui testo la Spears è la regina della festa: seduce e valuta gli uomini nel locale, tentandoli col suo "su e giù". Esplicitamente riguardante una storia d'amore che sta andando storta, He About to Lose Me è una canzone dalla grande carica emotiva. La Spears parla di lei durante una festa, incantata da un ragazzo che ha appena conosciuto, mentre il suo compagno, un ragazzo che non è sicuro se l'ama, non è presente. "Sii il mio prigioniero d'amore stanotte", canta Britney in Selfish, la terza traccia bonus. Si tratta di una canzone ironica riferita a un ragazzo conquistato una sera, al quale la cantante ordina di esaudire tutte le sue richieste. Don't Keep Me Waiting si differenzia da tutte le altre canzoni di Femme Fatale per il suo sound rock: a dominare sono infatti batteria e chitarre invece di sintetizzatori. Infine, una diciassettesima traccia, Scary, può essere ascoltata solo sull'edizione giapponese dell'album e l'edizione premium fan edition.

## Promozione

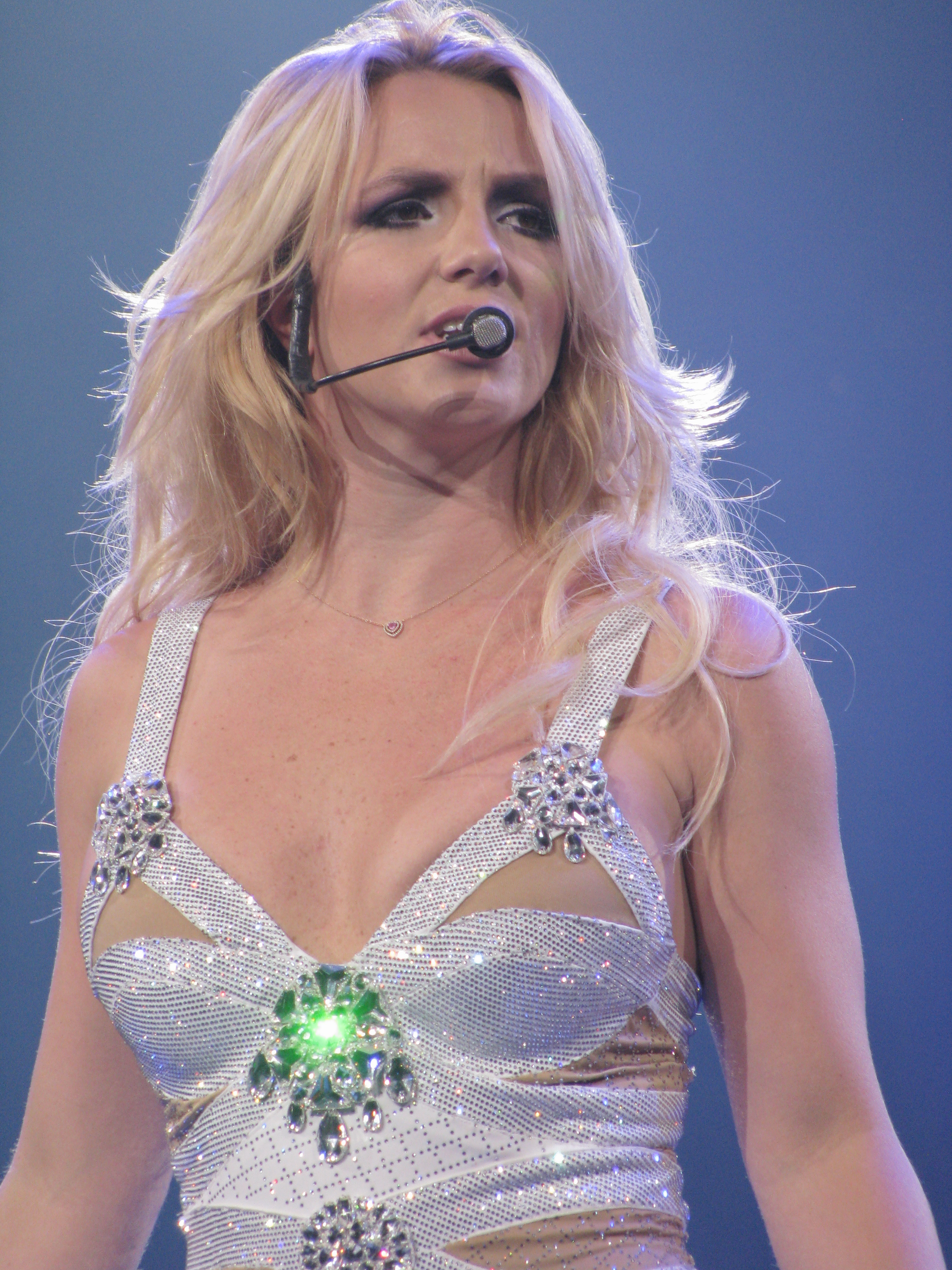
Britney durante il suo Femme Fatale Tour.

Il 2 febbraio 2011 Britney Spears ha annunciato il titolo dell'album sul suo account Twitter; nello stesso giorno ha pubblicato la copertina di Femme Fatale. Dopo la notizia, il titolo è diventato un trending topic su Twitter, ossia uno degli argomenti più discussi, ed è diventato il decimo più parlato per un più lungo lasso di tempo del sito, nonché il primo in assoluto relativo alla musica a entrare in top ten. La Spears ha twittato: "Non ci posso credere che Femme Fatale sia un trend da ormai sei giorni. Voi, ragazzi, mi motivate ogni singolo giorno. Vi adoro!" Femme Fatale è stato pubblicato il 25 marzo 2011 nelle edizioni standard e deluxe. La prima include dodici tracce, mentre la seconda include queste più quattro tracce bonus, per un totale di sedici canzoni. È stata inoltre pubblicata un'edizione chiamata premium fan edition che include un libro fotografico di 32 pagine con copertura rigida, l'edizione deluxe di Femme Fatale con una copertina esclusiva, un disco in vinile contenente Hold It Against Me e il download immediato di tutte le canzoni nel giorno di pubblicazione dell'album.
La promozione di Femme Fatale ha avuto inizio il 25 marzo 2011, quando Britney si è esibita dal vivo cantando Hold It Against Me, Till the World Ends e Big Fat Bass per MTV al Rain Nightclub, situato all'interno del Palms Casino Resort di Las Vegas. L'esibizione è andata in onda su MTV il 3 aprile 2011 durante uno speciale sulla Spears chiamato I Am the Femme Fatale. Il 27 marzo la cantante ha esibito le stesse canzoni al Bill Graham Civic Auditorium di San Francisco davanti a 5.000 persone; l'esibizione è andata in onda il 29 marzo durante un episodio di Good Morning America. In aggiunta a queste due esibizioni, Britney Spears ha cantato lo stesso set di brani al Jimmy Kimmel Live! il 29 marzo ed è stata ospite ai Kids' Choice Award il 2 aprile. La Spears è stata inoltre conduttrice del programma radiofonico Wango Tango assieme a Ryan Seacrest il 14 maggio 2011. Britney si è poi esibita ai Billboard Music Award cantando una versione ridotta di Till the World Ends assieme a Nicki Minaj e facendo un'entrata a sorpresa durante l'esibizione di Rihanna di S&M, della quale ha cantato alcuni versi finali. Il 3 agosto 2011 ABC Family ha reso disponibile (Drop Dead) Beautiful gratuitamente sul suo sito per due giorni, fino alla première del film Teen Spirit, avvenuta il 5 agosto. Trouble for Me è stata inoltre pubblicizzata sulla home page del sito della Sony BMG.

### Singoli
Hold It Against Me è stato pubblicato l'11 gennaio 2011 come singolo di lancio di Femme Fatale. I critici hanno apprezzato la canzone, ma hanno mostrato perplessità riguardo al testo. Il video del singolo è stato mostrato in anteprima su MTV il 17 febbraio 2011 dopo due settimane durante le quali vennero pubblicati vari spezzoni; nella clip la Spears interpreta un'aliena che giunge sulla Terra in cerca di fama, ma questa le causa un esaurimento nervoso. Hold It Against Me è entrata direttamente alla vetta della classifica statunitense vendendo 411.000 copie nella sua prima settimana, e diventando la quarta canzone numero uno di Britney Spears; la cantante è così la seconda nella storia della classifica ad avere più di una canzone entrata in vetta alla Billboard Hot 100 (il suo singolo 3 era entrato alla prima posizione nel 2009). Il singolo ha raggiunto la vetta delle classifiche di altri cinque Paesi ed è entrata nelle top ten di molti altri.
Till the World Ends è stata estratta come secondo singolo il 4 marzo 2011 dopo la sua première al programma radiofonico On Air with Ryan Seacrest. La canzone, scritta da Kesha, ha ricevuto recensioni generalmente positive, che hanno elogiato il suo ritmo orecchiabile. Il video del singolo è stato pubblicato il 6 aprile 2011 e vede la Spears a una festa sottoterra. Till The World Ends ha avuto un successo mondiale, anche grazie al remix che ha visto la partecipazione di Kesha e della rapper Nicki Minaj. Il singolo è inoltre diventato il più grande successo radiofonico della Spears, con un'audience di 98 milioni di persone in una sola settimana.
I Wanna Go è stata annunciata come terzo singolo il 13 maggio 2011 ed è stata pubblicata il 13 giugno. La canzone ha ricevuto critiche positive, che hanno apprezzato in particolar modo il suo ritmo, ma che hanno criticato la voce eccessivamente effettata della Spears. Il video di I Wanna Go è uscito il 22 giugno 2011 e vi è mostrata Britney a una conferenza stampa che sogna a occhi aperti, immaginandosi vari episodi. I Wanna Go ha avuto un successo internazionale, entrando nelle top forty di molti Paesi. Il singolo ha inoltre raggiunto la settima posizione della classifica statunitense; ciò ha reso Femme Fatale il primo album di Britney Spears a vedere tre singoli in top ten negli Stati Uniti.
Criminal è stata annunciata come quarto singolo estratto da Femme Fatale il 28 agosto 2011, durante gli MTV Video Music Award del 2011. Per la scelta del singolo è stato indetto un sondaggio sulla pagina Facebook di Britney Spears, che chiedeva quale canzone i fan volessero vedere venire estratta come singolo fra Criminal, (Drop Dead) Beautiful e Inside Out. Criminal ha vinto ottenendo il maggior numero di voti ed è stata pubblicata ufficialmente il 30 settembre 2011.

### Tour

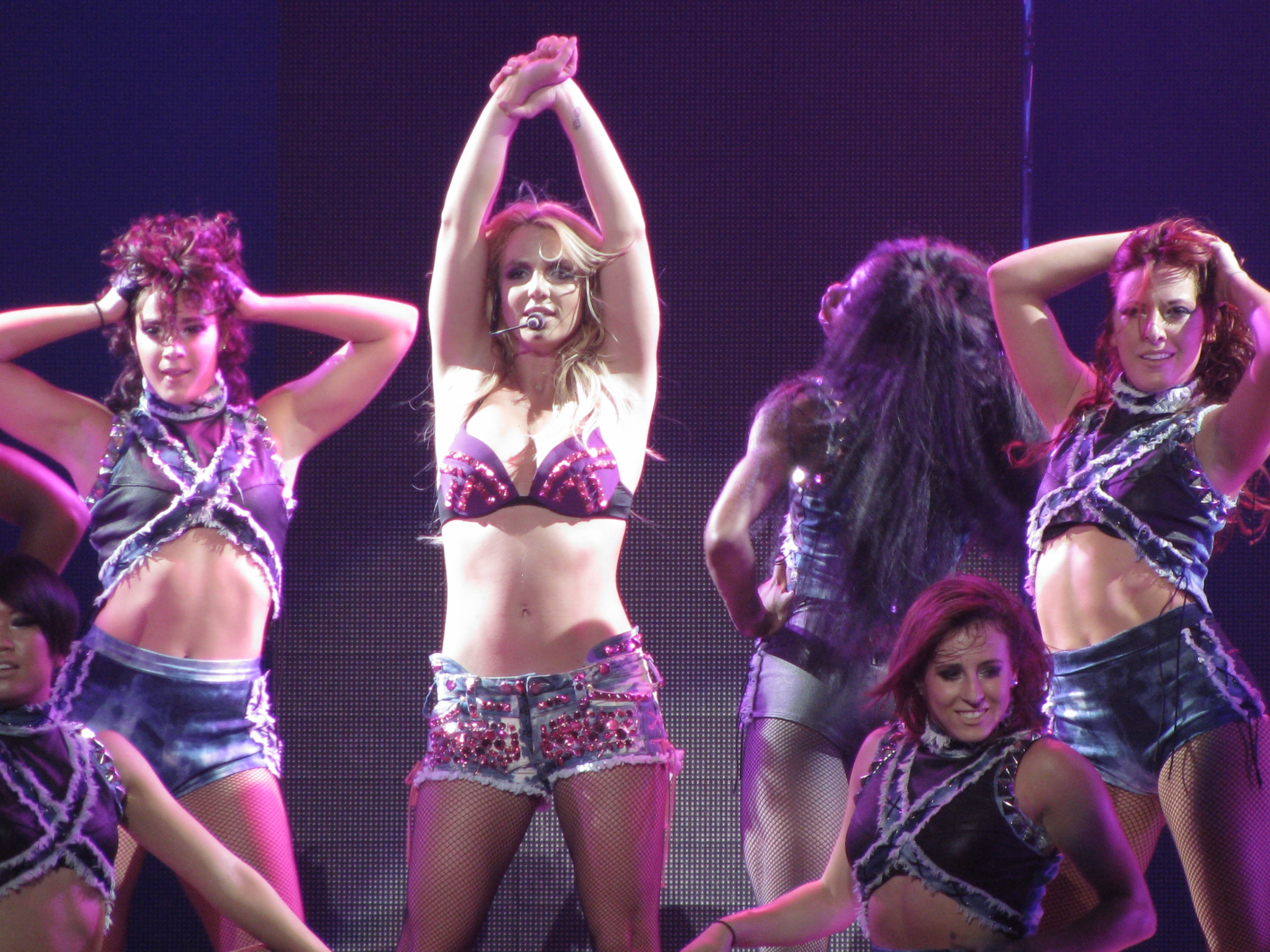
Una performance di I'm a Slave 4 U.

Durante un'intervista con Ryan Seacrest nel suo programma On Air with Ryan Seacrest avvenuta il 4 marzo 2011, Britney Spears ha affermato che avrebbe fatto un tour nell'estate 2011 in Nordamerica per la promozione di Femme Fatale. Il 29 marzo 2011, dopo la sua esibizione a Good Morning America, ha annunciato che sarebbe stata in tour con Enrique Iglesias a partire da giugno. Poche ore dopo l'annuncio, la rivista musicale Billboard ha confermato che Enrique Iglesias si era ritirato dal tour. Ray Wedell, un giornalista di Billboard, ha spiegato le ragioni di questa scelta del cantante, ossia il fatto che Britney sarebbe stata subito annunciata da tutti i giornali e le riviste come la star, mentre lui semplicemente come colui che avrebbe aperto i concerti. Lo stesso giorno, furono annunciate le prime ventisei date. Il 12 aprile 2011 furono annunciati i nomi degli artisti che avrebbero aperto i concerti. La stessa Spears ha affermato: "Questo è il Femme Fatale Tour e sono entusiasta che Nicki Minaj, Jessie and the Toy Boys e i The Nervo Twins si aggreghino a me e portino tutti sulla pista da ballo. Non vedo l'ora di portare le femme fatale on the road." I biglietti sono stati messi in vendita a partire dal 30 aprile sui siti Ticketmaster e Live Nation. A marzo 2011, il manager di Britney Spears, Larry Rudolph, ha definito a MTV News il tour come "una sensazione post-apocalittica", aggiungendo che "Till the World Ends continua a essere una colonna sonora per noi." Ha inoltre confermato il nome del direttore del tour: Jamie King.

## Accoglienza
| Recensione           | Giudizio |
| -------------------- | -------- |
| AllMusic             | [ 77 ]   |
| Robert Christgau     | (B+)     |
| Entertainment Weekly | (B+)     |
| The Guardian         | [ 79 ]   |
| Los Angeles Times    | [ 80 ]   |
| The New York Times   | (medio)  |
| Rolling Stone        | [ 36 ]   |
| Spin                 | (7/10)   |
| Slant Magazine       | [ 83 ]   |
| The Village Voice    | (medio)  |

Femme Fatale ha ricevuto una valutazione complessiva di 67 su 100, numero che indica "critiche generalmente positive", basandosi su 25 recensioni autorevoli, secondo quanto riportato dal sito Metacritic. Jody Rosen, critico per la rivista Rolling Stone, ha così commentato il nuovo album della Spears: "Britney Spears è l'avanguardista circospetta della musica pop. Per anni i critici l'hanno considerata pari a zero con un filo di voce. Femme Fatale potrebbe essere il miglior album di Britney; di sicuro è il più strano. Concettualmente è davvero avanti: un disco da festa rimpolpato di sesso e tristezza. In quasi tutte le tracce la voce di Britney è modificata, frammentata, diversa, robotizzata. Forse è perché non ha poi chissà che voce; certamente è perché a lei, molto più di quasi tutte le altre dive del pop, va bene così. Una femme fatale? Non molto, ma vale questo per Britney: lei è un'avventuriera." Stephen Thomas Erlewine di AllMusic ritiene che la presenza di Britney Spears su Femme Fatale passa quasi inosservata per via della produzione di alta qualità, definendo l'album "una versione più pulita del volgarmente oscuro Blackout, un paradiso dei produttori". Edna Gundersen di USA Today ha valutato l'album con tre stelle su quattro, scrivendo che la Spears e i suoi produttori "hanno creato canzoni elettropop all'avanguardia, orecchiabili e affascinanti". Adam Markovitz di Entertainment Weekly lo ha definito "un elenco di brani privo di ballate composto da instancabili beat dance e prodotti da professionisti" e ha scritto che la voce della Spears è "una guida fiduciosamente corrotta che ci conduce in un luogo dove la nostra unica preoccupazione è se la musica finirà prima che sorga il sole." Robert Everett-Green di The Globe and Mail ha dato all'album tre stelle e mezzo su quattro, innalzando l'album come "composto da splendidi sound elettronici" e definendolo nel suo insieme "uno dei migliori lavori pop di quest'anno". Kitty Empire di The Observer ha notato che la Spears "ha pubblicato il potente album dance che aveva promesso".
Andy Gill, critico per il giornale The Independent, ha valutato Femme Fatale dandogli due stelle su cinque e criticando la sua "utilità unicamente per le piste da ballo", scrivendo che "contiene musica elettronica per praticamente la sua intera durata, con sottilissime varianti sul ritmo e differenze in base al gusto dei produttori". Jon Caramanica del New York Times ha affermato che "gran parte della musica su questo album suona uguale e ridondante, e non è più originale della musica sugli album dance pop europei di cinque anni fa". Alexis Petridis di The Guardian ha scritto che "la voce della Spears è anonima come non mai, modificata con abbondante Auto-Tune". Anche Greg Kot del Chicago Tribune ha notato che la voce della cantante è stata effettata eccessivamente, affermando metaforicamente che "la Spears permette di essere trattata come qualunque altro passeggero su questo treno di ritmi". Evan Sawdey, critico per PopMatters, ha descritto Femme Fatale come "uno stupido album da discoteca". Thomas Conner del Chicago Sun-Times ha apprezzato l'album per i suoi "sound e ritmi moderni", ma ha anche affermato che "ciò che manca è la personalità". Ha continuato: "La voce di Britney è tanto effettata su questo disco e i testi sono tanto blandi che chiunque potrebbe cantare queste canzoni." Rich Juzwiak del Village Voice ha scritto che la voce della cantante "non aggiunge niente alla conversazione", scrivendo che la sua poca presenza nella stesura dei brani e nella produzione è "problematica per un album i cui temi sono l'edonismo e quanto l'essere sexy lo faciliti".
Sal Cinquemani, autrice per la rivista Slant Magazine, ha asserito che lo scarso coinvolgimento di Britney Spears in Femme Fatale "rende il successo di una canzone di Britney quasi interamente opera della composizione e della produzione di altre persone, e quasi tutte le canzoni su Femme Fatale rientrano in quella categoria". Robert Christgau, che ha recensito l'album per MSN Music, ha dato alla canzone una B+, definendolo "degno di nota in qualche modo, sebbene noioso e stupido". Carl Wilson del Los Angeles Times ha scritto che "non richiede un ascolto attento, in quanto i testi provano solo raramente a dire qualcosa d'intelligente"; ha tuttavia complimentato l'utilizzo della "dozzina di produttori musicali più rinomati del momento" per l'album e ha scritto che esso "è uniforme per quanto riguarda i temi, lo stile e il sound, ed è caratterizzato da uno scenario nel quale sparire nell'anonimità può procurare sollievo". Caryn Ganz della rivista Spin ha dato dell'album un voto di sette su dieci elogiando la produzione, ma affermando che "soprassedendo sui testi, la Spears suona come un robot più di quanto non lo sembrava su Blackout". Tom Gockelen-Kozlowski del Daily Telegraph ha dato a Femme Fatale quattro stelle su cinque, scrivendo: "Nonostante si sia sforzata poco con la voce e abbia fatto uso di testi vuoti, la Spears ha pubblicato un album pop all'avanguardia che include un misto di dubstep e pop smielato." Genevieve Koski dell'A.V. Club ha asserito: "Mentre la performance vocale della Spears è l'elemento meno interessante di qualunque canzone presente sull'album, la cantante non sparisce totalmente dietro la produzione di Femme Fatale; si sistema all'interno di essa, pronta a tutto e confidente poiché è nelle mani di professionisti rinomati che sanno come tirar fuori il meglio di lei."

## Tracce
1. Till the World Ends – 3:58 (Alexander Kronlund, Kesha Sebert, Lukasz Gottwald, Max Martin)
2. Hold It Against Me – 3:48 (Lukasz Gottwald, Max Martin, Mathieu Jomphe, Bonnie McKee)
3. Inside Out – 3:38 (Lukasz Gottwald, Max Martin, Jacob Kasher Hindlin, Mathieu Jomphe, Bonnie McKee)
4. I Wanna Go – 3:30 (Shellback, Max Martin, Savan Kotecha)
5. How I Roll – 3:36 (Christian Karlsson, Henrik Jonback, Magnus Lidehäll, Pontus Winnberg, Nicole Morier, Bonnie McKee)
6. (Drop Dead) Beautiful (feat. Sabi) – 3:36 (Ester Dean, Jeremy Coleman, Mathieu Jomphe, Benjamin Levin, Joshua Coleman)
7. Seal It with a Kiss – 3:26 (Max Martin, Henry Walter, Lukasz Gottwald, Bonnie McKee)
8. Big Fat Bass (feat. will.i.am) – 4:44 (Williams Adams)
9. Trouble for Me – 3:21 (Heather Bright, Fraser T. Smith, Livvi Franc)
10. Trip to Your Heart – 3:33 (Christian Karlsson, Henrik Jonback, Magnus Lidehäll, Pontus Winnberg, Nicole Morier, Sophie Stern)
11. Gasoline – 3:08 (Lukasz Gottwald, Claude Kelly, Benjamin Levin, Bonnie McKee, Emily Wright)
12. Criminal – 3:45 (Shellback, Max Martin, Tiffany Amber)

Tracce bonus nell'edizione deluxe
1. Up n' Down – 3:42 (Shellback, Max Martin, Savan Kotecha)
2. He About to Lose Me – 3:48 (Rodney Jerkins, Ina Wroldsen)
3. Selfish – 3:44 (Mikkel Storleer Eriksen, Tor Erik Hermansen, Sandy Wilhelm, Ester Dean, Traci Hale)
4. Don't Keep Me Waiting – 3:21 (Rodney Jerkins, Thomas Lumpkins, Michaela Shiloh)

Traccia bonus nell'edizione giapponese
1. Scary – 3:39 (Fraser T. Smith, Kasia Livingston, Britney Spears)

## Formazione
Di seguito sono elencate tutte le persone che hanno contribuito alla produzione di Femme Fatale.
- Tiffany Amber – compositrice
- Ammo – strumentazione, produzione, programmazione, accompagnamento vocale
- Beatriz Artola – tecnico
- Stacey Barnett – accompagnamento vocale
- Billboard – strumentazione, produzione, programmazione
- Benny Blanco – strumentazione, produzione, programmazione, accompagnamento vocale
- Sophia Block – accompagnamento vocale
- Christian Karlsson – strumentazione, produzione, programmazione, produzione vocale
- Heather Bright – compositrice, accompagnamento vocale
- Jeremy Coleman – compositore
- Joshua Coleman – compositore
- Tom Coyne – mastering
- Ester Dean – compositrice, accompagnamento vocale
- Megan Dennis – coordinamento della produzione
- DJ Ammo – batteria, sintetizzatori
- Dr. Luke – produttore esecutivo, strumentazione, produzione, programmazione, accompagnamento vocale
- Dream Machine – strumentazione, produzione, programmazione
- Dylan Dresdow – mixing
- Eric Eylands – aiuto tecnico
- Ashton Foster – accompagnamento vocale
- Livvi Franc – compositrice, accompagnamento vocale
- Fraser T. Smith – compositore, batteria, tastiere, produzione
- Șerban Ghenea – mixing
- Clint Gibbs – coordinamento della produzione
- Aniela Gottwald – aiuto
- Tatiana Gottwald – aiuto
- Venza Gottwald – aiuto
- John Hanes – tecnico, mixing
- Jeri Heiden – direttore artistico
- Jacob Kasher Hindlin – compositore
- Sam Holland – tecnico, accompagnamento vocale
- J-MIKE – strumentazione, produzione, programmazione, accompagnamento vocale
- Cri$tyle Johnson – accompagnamento vocale
- Mathieu Jomphe – compositore
- Henrik Jonback – compositore, strumentazione, produzione, programmazione, produzione vocale

- Claude Kelly – compositore, accompagnamento vocale
- Padraic Kerin – tecnico
- Savan Kotecha – compositore
- Alexander Kronlund – compositore, strumentazione, programmazione
- Adam Leber – A&R
- Benjamin Levin – compositore
- Jeremy "J Boogs" Levin – aiuto
- Magnus Lidehäll – compositore
- Magnus – strumentazione, produzione, programmazione, produzione vocale
- Myah Marie – accompagnamento vocale
- Max Martin – compositore, tecnico, produttore esecutivo, strumentazione, tastiere, produzione, programmazione, accompagnamento vocale
- Bonnie McKee – compositrice, accompagnamento vocale
- Nicole Morier – compositrice, accompagnamento vocale
- Jackie Murphy – direttrice creativa
- Rob Murray – aiuto
- Chris "Tek" O'Ryan – tecnico
- Chau Phan – accompagnamento vocale
- Irene Richter – coordinamento della produzione
- Tim Roberts – aiuto tecnico, aiuto mixing
- Patrizia Rogosch – accompagnamento vocale
- Larry Rudolph – A&R
- Kesha Sebert – compositrice
- Britney Spears - voce
- Sheelback – tecnico, chitarre, tastiere, produzione
- Shellback – basso, compositore, tecnico, chitarre, tastiere, produzione
- Nick Steinhardt – direttore artistico, design
- Sophie Stern – compositrice
- Ryan Supple – direttore fotografico
- Peter Thea – A&R
- Dave Thomas – stilista
- Henry Walter – compositore
- will.i.am – compositore, batteria, tecnico, pianoforte, produzione, sintetizzatori
- Pontus Winnberg – compositore
- Emily Wright – compositore, tecnico, produzione vocale
- Randee St. Nicholas – fotografia

## Successo commerciale

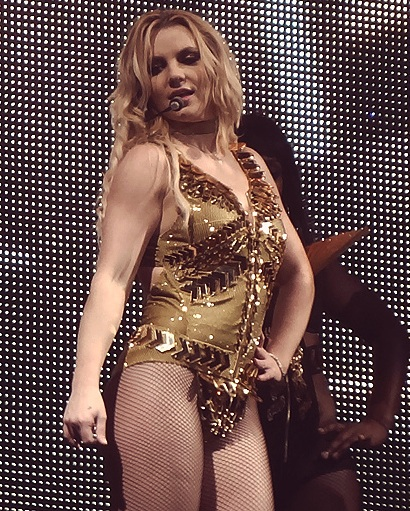
Britney durante un'altra performance di Gimme More, questa volta a Rio de Janeiro.

Femme Fatale è l'album di Britney Spears con il più alto posizionamento nella classifica album italiana, superato solo da Glory nel 2016 che debutterá alla numero 1. Il disco debuttò alla posizione numero 4, e rimase per tre settimane tra i venti più venduti in Italia, diventando il terzo della Spears dietro a Oops!... I Did It Again e Greatest Hits: My Prerogative per numero di settimane passate nella top 20. Riesce a vendere in Italia 20.000 copie, non riuscendo però a diventare disco d'oro.
Femme Fatale è entrato direttamente alla vetta della classifica statunitense vendendo 276.000 copie nella sua prima settimana. È il terzo album di Britney per minor numero di vendite nella prima settimana dopo ...Baby One More Time e Britney Jean. Il ridotto numero di vendite è dovuto al fatto che per quasi undici anni tutti gli album di Britney erano stati pubblicati nel periodo natalizio, nel quale le vendite sono maggiori (il suo ultimo disco a non essere stato pubblicato in autunno è stato Oops!... I Did It Again, che è uscito a maggio 2000). Grazie al debutto alla vetta della classifica statunitense di Femme Fatale, Britney Spears è la terza artista con più numeri uno, assieme a Mariah Carey e a Janet Jackson. Con un calo di vendite del 73%, Femme Fatale scende alla seconda posizione la settimana successiva con altre 75.000 copie vendute, venendo rimpiazzato da 21 di Adele, alla vetta della classifica per la quarta settimana non consecutiva. Con un calo del 43%, vende altre 43.000 copie nella sua terza settimana, scendendo alla sesta posizione. Vende altre 45.000 copie – un aumento del 6% rispetto alla settimana precedente – nella sua quarta settimana, salendo di una posizione alla quinta. Sale di un'altra posizione la settimana successiva, seppur con un calo di vendite del 34% (30.000). Il 29 aprile 2011 l'album è stato certificato disco di platino dalla Recording Industry Association of America, divenendo il settimo album della Spears a vendere almeno un milione di copie negli Stati Uniti. Al 2 dicembre 2011, il trentesimo compleanno di Britney, Femme Fatale aveva venduto 714.000 copie nei soli Stati Uniti, ed era il diciannovesimo album più venduto dell'anno; nella classifica di fine anno è tuttavia apparso al trentunesimo posto.
In Canada Femme Fatale ha debuttato al primo posto vendendo 22.000 copie nella sua prima settimana in classifica. È il sesto album numero uno della Spears: tutti i suoi precedenti dischi, tranne In the Zone (2003) hanno raggiunto la prima posizione della classifica canadese. L'album è inoltre entrato direttamente alla vetta della classifica messicana, dove ha veduto più di 40.000 copie ed è stato certificato disco d'oro. Esso ha inoltre fatto il suo debutto all'ottava posizione della classifica degli album britannica vendendo 31.650 copie nella sua prima settimana, diventando il suo album di minor successo nel Regno Unito dopo In the Zone, che ha raggiunto il tredicesimo posto a dicembre 2003, e a Britney Jean. Il 4 aprile 2011 Femme Fatale è entrato alla vetta della classifica australiana, divenendo così il primo album della Spears a raggiungere la prima posizione di tale classifica. L'album è stato certificato disco d'oro durante la sua prima settimana in classifica per aver venduto oltre 35.000 copie. In Germania ha raggiunto la decima posizione, diventando l'ottavo album top ten della Spears. Ha inoltre venduto 1.009 copie nella sua prima settimana in Danimarca, debuttando all'ottavo posto. Nonostante sia entrato nelle top ten di diciannove Paesi europei, Femme Fatale ha avuto brevi percorsi nelle classifiche.

## Classifiche
| Classifica (2011) | Posizione massima |
| ----------------- | ----------------- |
| Argentina         | 1                 |
| Australia         | 1                 |
| Austria           | 10                |
| Belgio (Fiandre)  | 8                 |
| Belgio (Vallonia) | 5                 |
| Brasile           | 1                 |
| Canada            | 1                 |
| Danimarca         | 8                 |
| Finlandia         | 7                 |
| Francia           | 4                 |
| Germania          | 10                |
| Giappone          | 8                 |
| Grecia            | 1                 |
| Irlanda           | 4                 |
| Italia            | 4                 |
| Messico           | 1                 |
| Norvegia          | 3                 |
| Nuova Zelanda     | 3                 |
| Paesi Bassi       | 7                 |
| Polonia           | 17                |
| Portogallo        | 4                 |
| Regno Unito       | 8                 |
| Repubblica Ceca   | 5                 |
| Russia            | 1                 |
| Spagna            | 4                 |
| Stati Uniti       | 1                 |
| Svezia            | 5                 |
| Svizzera          | 2                 |
| Ungheria          | 6                 |

### Classifiche di fine anno
| Classifica (2011) | Posizione |
| ----------------- | --------- |
| Australia         | 86        |
| Belgio (Fiandre)  | 89        |
| Belgio (Vallonia) | 49        |
| Canada            | 41        |
| Danimarca         | 88        |
| Messico           | 64        |
| Stati Uniti       | 31        |
| Svizzera          | 79        |

## Date di pubblicazione
| Paese         | Data          | Etichetta  |
| ------------- | ------------- | ---------- |
| Paesi Bassi   | 25 marzo 2011 | Sony Music |
| Canada        | 25 marzo 2011 | Sony Music |
| Danimarca     | 25 marzo 2011 | Sony Music |
| Norvegia      | 25 marzo 2011 | Sony Music |
| Australia     | 25 marzo 2011 | Sony Music |
| Svezia        | 25 marzo 2011 | Sony Music |
| Germania      | 25 marzo 2011 | Sony Music |
| Messico       | 28 marzo 2011 | Sony Music |
| Nuova Zelanda | 28 marzo 2011 | Sony Music |
| Polonia       | 28 marzo 2011 | Sony Music |
| Sudafrica     | 28 marzo 2011 |            |
| Regno Unito   | 28 marzo 2011 | RCA        |
| Brasile       | 28 marzo 2011 | Sony Music |
| Stati Uniti   | 29 marzo 2011 | Jive       |
| Italia        | 29 marzo 2011 | Sony Music |
| Finlandia     | 30 marzo 2011 | Sony Music |
| Thailandia    | 31 marzo 2011 | Sony Music |
| Giappone      | 6 aprile 2011 | Sony Music |